# Joseph Pearson (écrivain)
Pour les articles homonymes, voir Pearson.
Joseph Sanders Pearson (né en 1975 à Edmonton, Alberta) est un essayiste, historien culturel et journaliste canadien.

## Biographie
Entre 1997 et 2001, Pearson a obtenu son doctorat en histoire moderne à l'Université de Cambridge. Pearson a enseigné les sciences humaines à la Columbia University, New York University, l'Université des arts de Berlin, et l'Académie Barenboïm-Saïd, un projet de paix dirigé par le chef d'orchestre Daniel Barenboim. Il est le neveu de la romancière pour enfants Kit Pearson (en).

## Œuvres
Son histoire et portrait de la capitale allemande, Berlin, a été publié par Reaktion Press et University of Chicago Press en 2017. The Independent a qualifié Berlin de « dernier mot pour expliquer non seulement l'incroyable histoire de Berlin, mais aussi sa situation culturelle actuelle » et Bloomberg a rapporté que le livre « offre magistralement une lecture rapprochée de la métropole dans toute son immédiateté brutale ». Le livre a également fait l'objet d'une critique positive dans The German Studies Review (en).
My Grandfather's Knife est publié en avril 2022 par HarperCollins et The History Press (en), avec une traduction espagnole par Planeta en octobre 2022. Le livre raconte les histoires des témoins de la Seconde Guerre mondiale à travers les objets du quotidien qu'ils possédaient.
Son troisième livre (2025), The Airlift, est une histoire quotidienne du pont aérien de Berlin, publié par The History Press au Royaume-Uni et par Pegasus Books / Simon and Schuster en Amérique du Nord (sous le titre Sweet Victory).
Son travail a été publié dans Newsweek, The New England Review,, la BBC, AGNI (en), Monocle Magazine, Prism International et de nombreuses autres publications. Ses ouvrages non romanesques ont été traduits en allemand, en français, en arabe, en mandarin et dans d'autres langues.
Pearson est basé à Berlin, en Allemagne, où il est l'essayiste maison du théâtre de la Schaubühne  et l'éditeur de The Needle, l'un des blogs les plus populaires de Berlin. Il est membre fondateur du collectif d'artistes AGOSTO.

## Prix
En 2020, il a été récompensé par le prix Jacob Zilber de la nouvelle (premier accessit), pour son récit An Iconostasis. Le récit a été nommé en 2020 pour le Pushcart Prize.